# Ta Khmau
Ta Khmau (khmeră ក្រុងតាខ្មៅ) este un oraș din Cambodgia.